# ヴィクトール・リケッティ・ド・ミラボー
ヴィクトール・リケッティ・ド・ミラボー（Victor Riquetti de Mirabeau、ミラボー侯爵、1715年10月5日 - 1789年7月13日）は、フランスの経済思想家。代表作から「人間の友」とも呼ばれた。フランンス革命初期の指導者オノーレ・ミラボーの父。オノーレ・ミラボーと区別するため、大ミラボーと呼ばれることもある。

## 生涯
ミラボーは名門貴族の家に生まれ、若い頃にシャルル・ド・モンテスキューと知り合った。
1750年『地方三部会の有用性について』を公刊。1756年カンティロンの影響のもと『人間の友あるいは人口論』を公刊し、評判となった。『人間の友』公刊の直後にケネーに招かれ、ケネーの批判を受け入れるとともに、以後、ケネーが提唱する重農主義を広めることに尽力した。その一環として、1760年に『人間の友』第6篇を出版した際、「経済表とその説明」を付した。『経済表』の内容はこれによって同時代人に、広く知られるようになった。その後『租税の理論』を公刊したが、この著作により、ヴァンセンヌ城に投獄され、ついでビニョンに流刑となった。しかし、流刑先で重農主義の次の展開を準備した。1763年にはケネーと共著で『農業哲学』を出版し、その第7章に「経済表」を掲載した。この表は「略表」または「小表」と呼ばれる。この略表には「経済的統治の一般原則」が付いている。
ルソーとも交流があり、本を送ったり貸したりしていた。